# 福岡市立長尾小学校
福岡市立長尾小学校（ふくおかしりつ ながおしょうがっこう）は、福岡県福岡市城南区長尾五丁目にある公立小学校。

## 沿革
- 1873年 - 早良郡第14大区第8小区田島小学校創立
- 1874年 - 堰川小学校と栄光小学校に分立
- 1877年 - 堰川小学校が田島小学校に改称
- 1878年 - 田島小学校と栄光小学校が統合し友泉小学校が開設
- 1882年 - 鳥飼小学校、桧原小学校、谷小学校を友泉小学校の分校とする
- 1886年 - 早良郡友泉尋常小学校に改称
- 1892年 - 谷・鳥飼の各分校が分離し、桧原分校は独立し桧原尋常小学校となる
- 1903年 - 友泉尋常小学校は長尾尋常小学校に改称
- 1919年 - 長尾尋常高等小学校に改称
- 1929年 - 福岡市立長尾尋常高等小学校に改称
- 1938年 - 高等科が城西高等小学校へ移管・分離し福岡市立長尾尋常小学校に改称
- 1941年 - 福岡市立長尾国民学校に改称
- 1947年 - 福岡市立長尾小学校に改称
- 1965年 - 長住分校設置
- 1966年 - 福岡市立長住小学校を分離
- 1968年 - 福岡市立笹丘小学校を分離
- 1970年 - 福岡市立堤小学校を分離
- 1972年 - 福岡市立金山小学校を分離
- 1973年 - 福岡市立長丘小学校を分離
- 1976年 - 福岡市立片江小学校を分離
- 1977年 - 福岡市立南片江小学校を分離
- 1979年 - 福岡市立田島小学校を分離
- 1982年 - 福岡市立堤丘小学校を分離
- 1988年3月19日 - この日の卒業式での教諭の行動に関し、同教諭に対する戒告処分がなされ、これをめぐって裁判で争われる。詳細は下記#福岡市立長尾小学校ゲルニカ事件を参照。

## 通学区域
- 城南区長尾1丁目～5丁目、友丘2丁目・3丁目、友泉亭全域、神松寺1丁目22番・23番[2]

城南区北東部の樋井川両岸の一帯。校区中央部を油山観光道路と県道557号線が並行して南北に通る。校区内に友泉亭公園がある。学校は油山観光道路上の西鉄バス長尾5丁目バス停から東に約280mの住宅地内にある。
中学校は福岡市立友泉中学校の校区。

### 校区が隣接する小学校
- 福岡市立笹丘小学校
- 福岡市立小笹小学校
- 福岡市立長丘小学校
- 福岡市立西長住小学校
- 福岡市立堤丘小学校
- 福岡市立片江小学校
- 福岡市立金山小学校
- 福岡市立田島小学校

## 著名な出身者
- トン・ニーノ（歌手）

## 福岡市立長尾小学校ゲルニカ事件
1988年3月の卒業式の際に、卒業生たち卒業記念作品としてパブロ・ピカソの『ゲルニカ』を模倣した旗（以降、「ゲルニカの旗」と呼称する）を作製した。児童はゲルニカの旗を式典会場の正面ステージに貼ることを希望したが、校長の指示により、ステージ正面には日章旗が掲げられ、ゲルニカの旗はパネルに貼られた状態で卒業生席背面に掲げられた。なお、ゲルニカの旗をパネルに貼って掲げることは校長によって提示された修正案だが、職員会議での合意は得られていない。
これに対する抗議の意味で、卒業式当日には、卒業生代表児童挨拶での校長への批判発言もあり、「君が代」の斉唱の際に着席するなど児童がいた。この児童らに同調し、着席、また退場の際に右手こぶしを振り上げる行動をした教諭に対し、福岡市教育委員会は同年6月、教育公務員としての職の信用を傷つけるものとし、地方公務員法に基づき戒告処分を行った。
この教諭に対する戒告処分の撤回訴訟を『福岡市立長尾小学校ゲルニカ事件』（あるいは単に『ゲルニカ事件』）と呼称する。
1998年2月24日に福岡地方裁判所は請求を棄却する判決を下した。教諭は、控訴、上告したが、1999年11月26日に福岡高等裁判所は1審判決を支持し、原告側の控訴を棄却。2000年9月8日には最高裁判所によって上告が棄却された。
福岡高裁判決要旨
- 処分に事実誤認はなく、社会通念上、著しく妥当性を欠くものではない。
- 着席は児童に呼応するかのように行われたと認められる。
- 右手こぶしを振り上げての退場は、来賓や保護者に抗議ないし勝利の意志を表現したと評価すべきである。
- 児童の抗議については、（ゲルニカ模写の）旗が正面に掲げられず、日の丸が掲げられた理由の説明責任は教諭側にもあり、この観点から児童の発言が正当化されることがあっても、教師が着席や右手こぶしを振り上げる行動まで正当化される理由とはならない。また、教師としてふさわしい行為とはとうてい言えない。

最高裁判決要旨
- 処分に事実誤認はなく、社会通念場著しく妥当性を欠くものではない。
- 儀式的行事の運営を決定する権限は校長にあると解するのが相当である。職員会議は校長の諮問機関として尊重されるべきではあるが、校務に関する校長の職務権限自体に影響を与えるものではない。

本節の出典
- 福岡県・長尾小「子どもたちのゲルニカ」処分撤回訴訟 NCID BA76575127
- “◆ Ｈ１０.０２.２４ 福岡地裁判決 平成６年（行ウ）第３号 福岡市立長尾小学校ゲルニカ事件（戒告処分取消請求事件）”. 2014年4月17日閲覧。